# Brejolândia
Brejolândia es un municipio brasilero del estado de la Bahia. Su población estimada en 2004 era de 7.476 habitantes.